# Расина (Арецо)
Расина је насеље у Италији у округу Арецо, региону Тоскана.
Према процени из 2011. у насељу је живело 1874 становника. Насеље се налази на надморској висини од 313 м.